# Koersel
« Coursel » redirige ici. Pour l’article homophone, voir Courcelles.
Ne doit pas être confondu avec Courcelles (Belgique).
Koersel, Coursel ou Coursel-en-Campine, en néerlandais Koersel, est une section de la ville belge de Beringen située en Région flamande dans la province de Limbourg. C'était une commune à part entière avant la fusion des communes de 1977.

## Situation
Le village est situé à 19 kilomètres au nord-ouest de Hasselt.

## Manifestations sportives
- La Kermesse Koersel-Stal, une ancienne course cycliste réservée aux coureurs professionnels, disputée de 1939 à 1983[4].

## Évolution démographique
- Sources: INS, www.limburg.be et Ville de Beringen

## Personnalités
- Karel Bellinckx SCJ (1913-1964), missionnaire assassiné au Congo
- Paul Theunis (1952), footballeur belge